# 베이징 우커쑹 스포츠센터
베이징 우커쑹 스포츠센터(영어: Wukesong Sports Centre, 중국어 간체자: 五棵松体育馆, 병음: Wǔkēsōng Tǐyùguǎn)은 다른 말로 캐딜락 센터(영어: Cadillac Center, 중국어 간체자: 凯迪拉克中心, 병음: Kǎidílākè Zhōngxīn)는 중화인민공화국 베이징시 하이뎬구에 위치한 다목적 실내 경기장 겸 공연장이다. 1만 9,000명을 수용할 수 있으며, 건면적은 6만 3,000m²이다.

## 역사

### 2008년 하계 올림픽
2008년 하계 올림픽의 농구 종목과 야구 종목 경기를 이 곳에서 개최했다.

### 올림픽 이후
2008년 10월, 경기장 보수가 확정되어 폐장했다. 2009년 11월 재개장했다.
2010년, 베이징 덕스가 홈 경기장으로 사용하기 시작했다.
2011년 1월 6일, 올림픽 스폰서 비자의 경쟁 회사인 마스터카드가 우커쑹 문화체육센터 명명권을 얻었다고 밝혔다. 이후 1월 21일 마스터카드 센터로 경기장 명칭이 변경되었다.
2015년 12월 14일, 콘티넨탈 하키 리그는 베이징의 신생 구단이 마스터카드 센터를 홈 경기장으로 사용할 것임을 알렸다. 2015년 12월 16일, 르TV 스포츠가 새롭게 명명권을 얻었다. 이후 2016년 1월 1일 명칭이 Le스포츠 센터로 경기장 명칭이 변경되었다.
2016년 9월 5일, HC 쿤룬 레드스타 수비수 안시 살멜라가 첫 홈 개막 경기에서 선제골을 기록하여 이는 이 경기장의 첫 골로 기록되었다. 경기 결과는 6대 3으로 HC 쿤룬 레드스타가 승리했다. 2016년 하반기 중, 베이징 라이온즈가 홈 경기장으로 사용하기 시작했다.
2017년 중, 경기장 명칭이 화시 라이브로 변경되었다. 이후 2017년 9월 제너럴 모터스의 자회사 캐딜락이 명명권을 얻고, 캐딜락 아레나로 명칭을 변경했다.

### 2022년 동계 올림픽
2022년 동계 올림픽의 아이스하키 종목 경기를 베이징 국립 실내경기장과 분산하여 개최하고 있다.

## 경기장

### 농구
우커쑹 아레나 농구장은 베이징 우커쑹 스포츠센터 안에 위치한 농구장이다. 2008년 1월 11일, 개장했다. 현재 베이징 덕스가 홈 경기장으로 사용하고 있다.

### 아이스하키
우커쑹 아레나 하키 센터는 베이징 우커쑹 스포츠센터 안에 위치한 아이스하키 전용 경기장이다. 2009년 보수 이후로 개장했다. 현재 HC 쿤룬 레드스타가 홈 경기장으로 사용하고 있다.

### 그리드아이언
우커쑹 그리드아이언 경기장은 베이징 우커쑹 스포츠센터 안에 위치한 그리드아이언 전용 경기장이다. 2009년 보수 이후로 개장했다. 현재 베이징 라이온즈가 홈 경기장으로 사용하고 있다.

## NBA경기
| 날짜             | 팀1                   | 스코어    | 팀2                   |
| ---------------- | --------------------- | --------- | --------------------- |
| 2008년 10월 17일 | 밀워키 벅스           | 108 - 109 | 골든스테이트 워리어스 |
| 2009년 10월 11일 | 인디애나 페이서스     | 112 - 128 | 덴버 너기츠           |
| 2010년 10월 13일 | 뉴저지 네츠           | 81 - 91   | 휴스턴 로키츠         |
| 2012년 10월 11일 | 마이애미 히트         | 94 - 80   | 로스앤젤레스 클리퍼스 |
| 2013년 10월 15일 | 골든스테이트 워리어스 | 100 - 95  | 로스앤젤레스 레이커스 |
| 2014년 10월 15일 | 새크라멘토 킹스       | 117 - 129 | 브루클린 네츠         |
| 2016년 10월 12일 | 휴스턴 로키츠         | 116 - 104 | 뉴올리언스 펠리컨스   |

## 교통
- ■ 베이징 지하철 1호선 - 우커쑹역

## 같이 보기
- 2022년 동계 올림픽
- 2022년 동계 올림픽 경기장